# 山形県朝日少年自然の家
山形県朝日少年自然の家（やまがたけんあさひしょうねんしぜんのいえ）は、山形県西村山郡大江町にある社会教育施設。

## 概要
大江町にある少年自然の家である。野外活動と屋内活動両方を楽しむことができ、野外ではキャンプ、キャンプファイヤー、ツリーアドベンチャー、ネイチャーゲーム、ウォークラリー、グラウンドゴルフ、フリスビーゴルフなどが体験できる。館内には体育館、プラネタリウムなどがあり、レクレーションや手作り体験なども行っている。季節限定ではあるが、秋には芋煮会や焼きいも、冬にはチューブすべりやジャンボカルタを楽しめる。

## 施設

### 野外活動地

#### キャンプ場
定員200名が利用可能で、2つのキャンプ場がある
- 小朝日キャンプ場
  - 定員100名 テントサイト22 常設テント2
- 大朝日キャンプ場
  - 定員100名 テントサイト23 常設テント2

#### キャンプファイヤー場
2つのキャンプファイヤー場がある。
- 小朝日キャンプファイヤー場
  - 収容50〜60名（丸太椅子あり）
- 大朝日キャンプファイヤー場
  - 収容100〜120名（丸太椅子あり）

#### 野外炊飯棟
2つの炊飯棟がある。
- 小朝日炊飯棟
  - かまど16、蛇口11、調理台6、食卓10
- 大朝日炊飯棟
  - かまど16、蛇口12、調理台6、食卓12

### 館内

#### 体育館
ミニバスケットボール及びバレーボールコート1面の広さ

#### 集会室
100名程度の集会や活動に利用される。

#### 食堂
144名まで収容可能。

#### 宿泊室
定員200名。2、3階に7室（２段ベッド（各部屋定員12名）、和室2、3階に各1室（アコーディオンカーテンで分割可能。定員16名。）

#### 浴室
15名程度が一度に入浴可能。2階が男子風呂、3階が女子風呂

#### プラネタリウム
80席。

## 交通アクセス
- 電車
  - JR左沢線左沢駅より徒歩15分[2]。

## 周辺
- 国道458号
- 楯山公園